# Jasper von Oertzen
Jasper von Oertzen, (in tedesco Jasper Joachim Bernhard Wilhelm von Oertzen) (Schwerin, 22 novembre 1801 – Grandchamp, 20 luglio 1874), è stato un politico tedesco, primo ministro del Granducato di Meclemburgo-Schwerin dal 1858 al 1869.

## Biografia

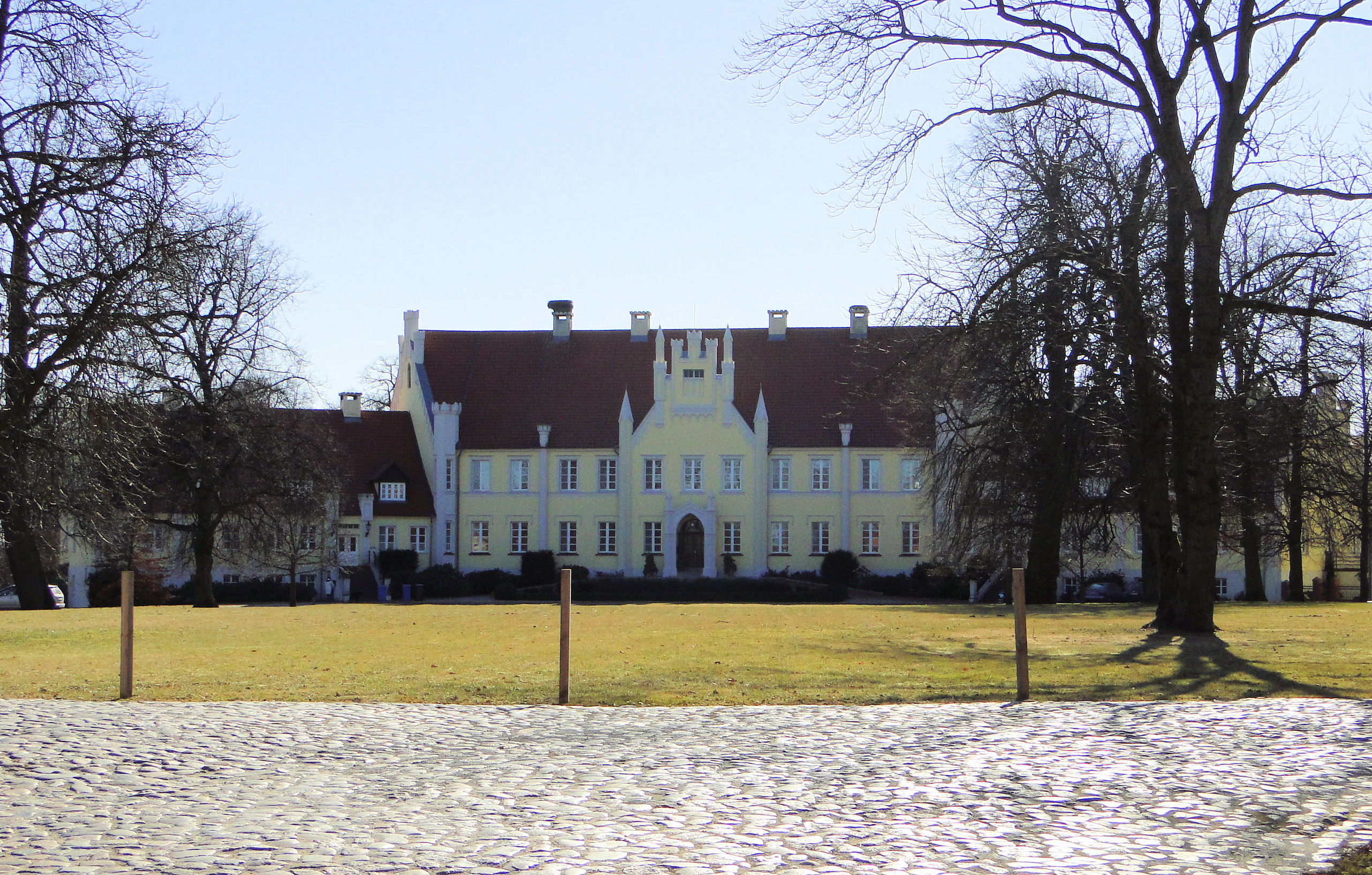
Il maniero di Leppin acquistato da von Oertzen nel 1836

Jasper von Oertzen apparteneva alla nobile famiglia dei von Oertzen, originari di Gorow (oggi parte di Satow) ed era il figlio secondogenito della corte di appello del Meclemburgo, Friedrich von Oertzen, e della sua prima moglie Charlotte. Suo fratello fu Ludwig Georg von Oertzen.
Durante i primi anni frequentò la scuola superiore Friedrichswerdesche di Berlino per poi recarsi alle università di Erlangen, Berlino e Gottinga per studiare giurisprudenza. A Gottinga von Oertzen ebbe l'occasione di stringere amicizia con Otto von Gerlach dal quale sarà fortemente influenzato negli ideali, sviluppando così una tendenza fortemente conservatrice. Nel 1822, tornato in patria, entrò al servizio dello stato come revisore dei conti della cancelleria. Nel 1824 divenne cancelliere del medesimo ufficio e dal 1826 intraprese un viaggio di sei mesi nei Paesi Bassi, in Inghilterra ed in Francia accompagnato da Philipp Eduard Huschke. Ritornato in patria nuovamente, nel 1829 divenne giudice del tribunale di Rostock.
Nel 1836 acquistò da Victor von Oertzen il castello di Leppin con la tenuta del monastero di Dobbertin. Nel 1839si dimise dalConsiglio Privato di Giustizia del Meclemburgo-Schwerin e si dedicò alla gestione dei propri terreni e di quelli pervenutigli in matrimonio dalla moglie come dote. Dal 1850 iniziò una campagna di ristrutturazione ed espansione del maniero di Leppin avvalendosi dell'architetto Friedrich Wilhelm Buttel. Con questa qualifica egli divenne dunque un agiato proprietario terriero e si scontrò negli anni della rivoluzione del 1848/49 con i democratici che volevano una costituzione liberale per lo stato. Chiamato presso la corte del duca Giorgio di Meclemburgo-Strelitz fu per lui ambasciatore a Berlino nel 1849 e nell'inverno del 1850/51 rappresentò il Meclemburgo-Strelitz alla Conferenza di Dresda. Per i successi ottenuti, nel 1851 fu inviato per conto di entrambi i ducati del Meclemburgo alla Conferenza di Francoforte.

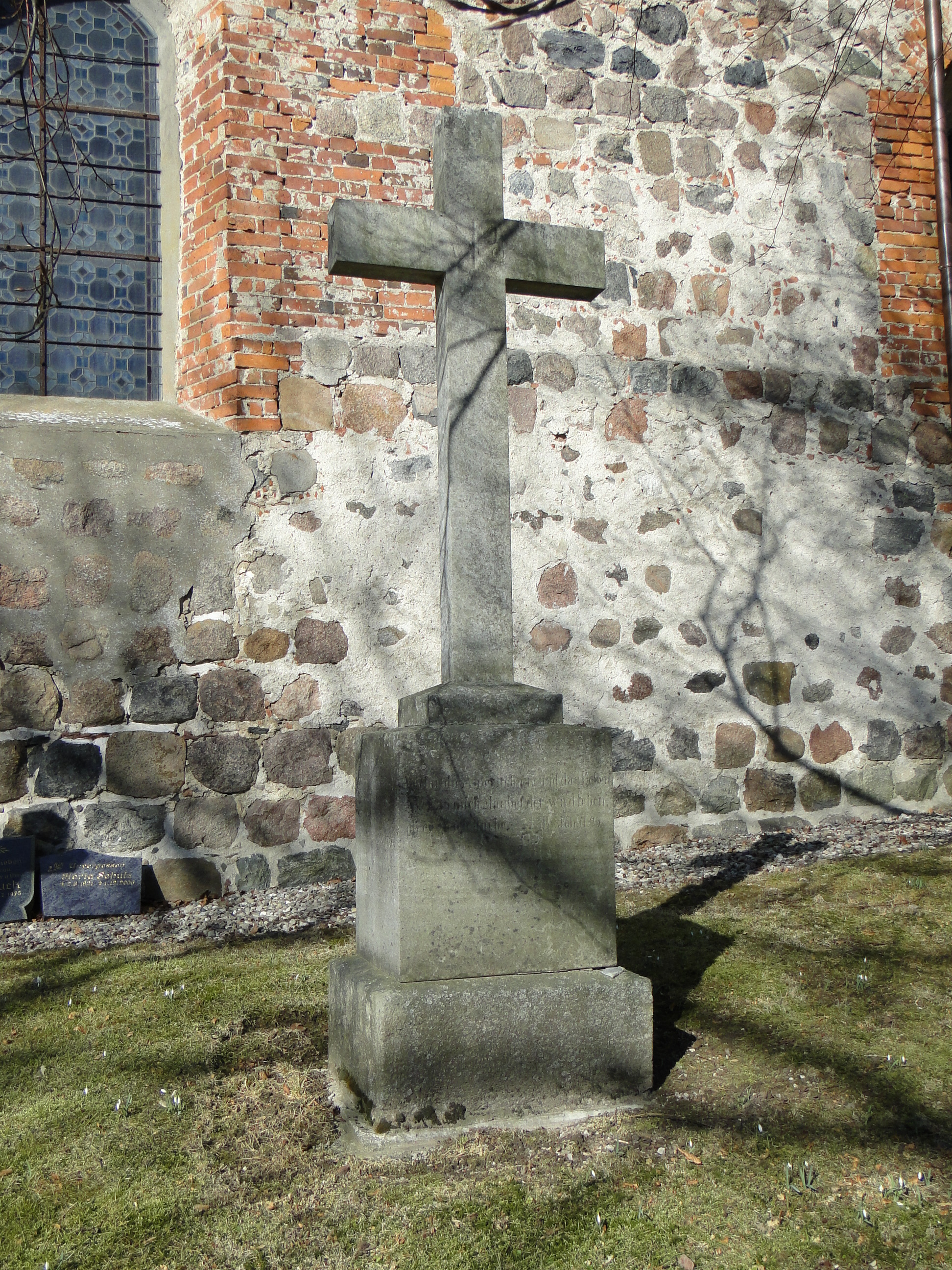
Tomba di Jasper von Oertzen presso la chiesa di Leppin

Nella primavera del 1858 il duca di Meclemburgo-Schwerin lo nominò primo ministro di stato per conto di Federico Francesco II che gli affidò nel contempo anche il ministero degli Esteri e dell'Interno. Von Oertzen si trovò molto in accordo col duca e con la sua politica conservatrice propendendo sempre per il mantenimento dell'indipendenza nel Meclemburgo e cercando anche di opporsi all'introduzione del suffragio universale nella Confederazione Germanica del Nord di cui il Meclemburgo-Schwerin era membro. Nel 1866 propese per la neutralità del Meclemburgo-Schwerin nell'ambito della Guerra austro-prussiana sebbene poi il granduca decise di schierarsi apertamente con la Prussia. Il risultato fu che von Oertzen venne costretto a siglare un'alleanza con la Prussia nell'ambito del conflitto. Questo fu l'ultimo atto del governo di von Oerzen dal momento che nel 1869 egli chiese di essere congedato dai propri incarichi e si ritirò in Svizzera ove morì per poi essere sepolto nella cappella del castello di Leppin.

## Matrimonio e figli
Jasper von Oertzen si sposò nel 1829 con Amanda Schuback (1809-1891), imparentata col borgomastro di Amburgo, Nicolaus Schuback. Tra i tredici figli avuti dalla coppia, ricordiamo:
- Jasper
- Karl Friedrich
- Helmut (n. 1834), bibliografo del padre
- Hans Georg (1845-1865)

## Opere
- Die Möglichkeit des Fortbestehens der Mecklenburgischen Union. Der öffentlichen Prüfung empfohlen von J. v. Oertzen auf Leppin. Barnewitz, Neustrelitz 1848.
- Wollen wir Reform oder Vernichtung der mecklenburgischen Verfassung? Ein öffentliches Votum. Druck und Verlag von Ludolph Hirsch, Teterow 1848.
- Friedrich von Oertzen, Präsident des Ober-Apellationsgerichts. In: Norddeutscher Correspondent. 1852, 1154740-6